# Úpořínský tunel
Úpořínský tunel je železniční tunel č. 60 na katastrálním území Lysec (část obce Bžany) na železniční trati Lovosice – Teplice v Čechách mezi zastávkou Hradiště v Čechách a stanicí Úpořiny v km 10,232–10,466.

## Historie
Jednokolejnou regionální trať postavila společnost Ústecko-teplická dráha jako první úsek své Severočeské transverzálky, nejdelší místní dráhy v Českých zemích. Provoz na trati byl zahájen 16. prosince 1897. Na trati byl v roce 1893 postaven jeden tunel.

## Geologie
Oblast Supího vrchu se nachází v geomorfologickém celku České středohoří s podcelkem Milešovské středohoří, okrsek Teplické středohoří. Z geologického hlediska je tvořen čedičem.

## Popis
Jednokolejný tunel byl postaven v úseku železniční trati Lovosice – Teplice v Čechách mezi zastávkou Hradiště v Čechách a stanicí Úpořiny. Tunel byl proražen v pravém směrovém oblouku ve východní části Supího vrchu.
Tunel leží v nadmořské výšce 190 m a je dlouhý 233,70 m.